# Ulmus lanceifolia
Ulmus lanceifolia — вид квіткових рослин з родини в'язових (Ulmaceae). Поширення: Індія, Непал, Бангладеш, Лаос, М'янма, Китай, Таїланд, Малайзія, В'єтнам.

## Біоморфологічна характеристика
Це дерево заввишки до 30 метрів, в діаметрі 40–80 см, вічнозелене. Кора від жовтувато-сірої до каштаново-коричневої, відшаровується нерівномірними лусочками. Гілочки від коричневих до червоно-коричневих, запушені в молодому віці, ± запушені з віком, без крил і без коркового шару, з розсіяними сочевицями. Ніжка листка 2–7 мм, запушена. Листкова пластинка ланцетна, яйцеподібно-ланцетна або вузькокругло-ланцетна, 3–10(11) × 1.5–3.5 см, товста, знизу знизу горохово-зелена та запушена лише біля черешка або зрідка з кількома волосками на середній жилці, зверху блискучо-зелена та запушена лише на середній жилці, основа округла або ± коса та асиметрична, край тупо-регулярно просто пилчастий, верхівка загострена; середня жилка вдавлена; вторинні жилки 6–18 з кожного боку від середньої жилки. Суцвіття зібрані в пучки, з 3–11 квіток. Оцвітина гола або на краю війчаста. Крилатки оранжево-коричневі, оберненояйцеподібні, округло-оберненояйцеподібні або ± округлі, сильно косі, 1.2–2.8 × 1.2–2.1 см, голі, за винятком запушення на рильцеподібній поверхні у виїмці; ніжка коротша за оцвітину, гола або запушена; оцвітина стійка. Насіння в центрі або ближче до верхівки крилатки. Період цвітіння: взимку або рано навесні, рідко восени. 2n = 28.

## Середовище
Зростає на висотах 300–1500 метрів.